# Ардебильский медицинский университет
Ардебильский медицинский университет (перс. دانشگاه علوم پزشکی اردبیل‎) — государственное высшее учебное заведение, учебный и научно-исследовательский центр в области медицинских наук в Иране. Расположен в городе Ардебиль.

## Общие сведения
Ардебильский медицинский университет ведёт отсчёт своей истории с 1980 года как Медицинская школа, на базе которой в 1993 году был создан медицинский университет. По состоянию на 2016 год, в университете обучается более 1500 студентов. Структура университета включает 9 факультетов, 3 научно-исследовательских центра, 10 университетских клиник, 10 медицинских центров, центральную и электронную библиотек. На факультетах и в научно-исследовательских центрах работают 690 профессоров и преподавателей.
Университет управляет всеми государственными больницами города Ардебиль. Университет расположен рядом с красивым озером Шорабиль.
С 2013 года в кампусе университета действует фармацевтическая школа.

## Образовательная деятельность
По состоянию на июнь 2016 года основной учебный процесс в университете осуществляется на 9 факультетах:
1. Автономный кампус;
2. Лечебный факультет;
3. Стоматологический факультет;
4. Фармацевтический факультет;
5. Факультет общественного здравоохранения (Мешкиншахрский фииал);
6. Факультет медицинских наук (Халхальский филиал);
7. Медико-парамедицинский факультет;
8. Факультет медицинских наук;
9. Факультет акушерства и гинекологии (Муганьский филиал);

## Образовательная и лечебная работа
Образовательная и лечебная работа Ардебильского медицинского университета ведется в 10 собственных клиниках, а также во многих крупных стационарах остана Ардебиль.